# Leo Frenssen
Leonard (Leo) Hubert Frenssen, né à Maaseik le 9 juillet 1880 et mort à Anvers le 19 juillet 1946, est un député à la Chambre des Représentants de Belgique.

## Biographie
À l'âge de quatorze ans, Frenssen apprend le métier de forgeron et devient métallurgiste. Il est cofondateur de la Société Humaniste Universelle, qui devient de 1919 à 1921 la branche flamande du groupe pacifiste Clarté. Il deviendra membre du Parti communiste belge mais en sera exclu en 1932, accusé par la direction staliniste du parti d'être à la fois un trotskiste et un fasciste, dans le contexte des grandes purges d'oppositionnels exigées par l'Internationale communiste.
Il devient une figure excentrique qui a fondé son propre parti, le Technokratische Partij (Parti technocratique), à Anvers, et vend son propre magazine appelé De Voorlichter dans la rue. Il a traversé la ville dans toutes les directions avec son vélo cargo pour distribuer le magazine. À Bruxelles, après une manifestation, le bourgmestre Adolphe Max l'enferme dans un établissement psychiatrique pendant neuf jours. À son retour à Anvers, il est accueilli triomphalement. En 1936, il lutte contre le rexisme en adoptant des mesures communistes et flamingantes dans son programme.
Il a été élu conseiller communal d'Anvers en 1938 et a rempli ce mandat jusqu'à sa mort. Son programme comprenait les points suivants :
- plus de luminosité dans les maisons,
- possibilité de traverser la ville d'Anvers avec une voile géante,
- liberté d'expression totale en plein air,
- ne pas travailler plus de trois mois par an.

Au conseil communal d'Anvers, il est élu avec cinq autres membres de son parti, mais des divisions entre les élus se créeront rapidement. Malgré cela, en 1939, il répète ce succès électoral et devient membre de la Chambre des représentants du district d'Anvers. Il reste conseiller communal et membre du parlement jusqu'à sa mort en 1946.
Frenssen s'est opposé à l'antisémitisme et à la déportation des Juifs par les nazis. Après la Seconde Guerre mondiale, il a défendu les collaborateurs et en a réconforté certains en prison.
Frenssen est parfois comparé à Marc Baert, une autre personnalité excentrique et populiste qui a fondé son parti Kaganovemus à Anvers et qui a tenté, sans succès, d'être élu lors de diverses élections dont les élections communales.

## Publication
- Waarheen?: kan de crisis nog opgelost worden?, Anvers, 1931
- De vakbonden in gevaar, Anvers, 1936.